# Nepodnošljiva lakoća postojanja
Nepodnošljiva lakoća postojanja (češ. Nesnesitelná lehkost bytí) je roman Milana Kundere objavljen 1984. godine. Ova je knjiga danas najpoznatije Kunderino djelo. Knjiga je bila zabranjena u Kunderinoj domovini Čehoslovačkoj sve do 1989. godine.

## Radnja
Knjiga opisuje Prag 1968. godine, živote intelektualaca i umjetnika u češkom društvu tijekom komunističkog doba, Praško proljeće i ulazak sovjetskih trupa u zemlju. Likovi su Tomaš, uspješni kirurg, njegova supruga Tereza, fotografkinja mučena muževljevim nevjerstvima, Sabina, slobodni umjetnik i Tomaševa ljubavnica, Franc, profesor na švicarskom sveučilištu i Sabinin ljubavnik, Simon, Tomašev sin iz prethodnog braka.
Dvije glavne teme ovog djela su težina i lakoća. Tomaš i Sabina su u stalnoj potrazi za trenutnim zadovoljstvima, nevezani i za što, u potpunosti slobodni. Oni su inkarnacija lakoće. Nasuprot lakoći, težina se vezuje za bića i principe, ona je moralna, a njezina inkarnacija su Tereza i Franc.

## Ekranizacija
Nesnesitelná lehkost bytí je 1988. režirao Philip Kaufman u istoimenom filmu, (engl. The Unbearable Lightness of Being). Glavnu ulogu, Tomaša, odigrao je Daniel Day-Lewis, ulogu Tereze Juliette Binoche a Sabinu je ovjekovječila Lena Olin. U drugim ulogama se pojavljuju Stellan Skarsgård i Erland Josephson.